# Hiżowie herbu Jeż

Herb Jeż

Hiżowie herbu Jeż – polska rodzina szlachecka i ziemiańska.

## Historia
Rodzina pochodzenia francuskiego.

## Osoby
- Emilia Hiż z domu Elżanowska (1895–1970) – architektka, działaczka społeczna i polityk
- Henryk Hiż (1917–2006) – filozof, logik i lingwista
- Jan Hiż (1784–1831) – podpułkownik piechoty Wojska Polskiego Królestwa Kongresowego
- Jan August Hiż (1743–1816) – generał-major armii koronnej
- Jan Wilhelm Hiż (XVIII w.) – pułkownik gwardii koronnej
- Józef Hiż (1799–1853) – inżynier, topograf i wojskowy
- Tadeusz Hiż (1883–1945) – poeta i publicysta